# Arta Vela
Arta Velika je nenaseljeni otok u hrvatskom dijelu Jadranskog mora. Otok leži sjeverozapadno od Murtera, od kojeg je udaljen 2,5 km. Mjesto Pakoštane je oko 5 km sjeveroistočno od otoka.
Njegova površina iznosi 1,27 km². Dužina obalne crte iznosi 5,531 km. Najviši vrh Vela glava visok je 95 mnm.

## Vanjske poveznice
|  | Zajednički poslužitelj ima još gradiva o temi Arta Vela |